# Municipio de Uspantán
Municipio de Uspantán är en kommun i Guatemala.   Den ligger i departementet Departamento del Quiché, i den centrala delen av landet, 90 km norr om huvudstaden Guatemala City.